# Păușești (okręg Vâlcea)
Păușești – wieś w Rumunii, w okręgu Vâlcea, w gminie Păușești. W 2011 roku liczyła 456 mieszkańców.